# Grimselite
La grimselite è un minerale.